# Міхаель Кнаут
Міхаель Кнаут (нім. Michael Knauth, 24 червня 1965) — німецький хокеїст на траві.
Олімпійський чемпіон 1992 року, учасник 1996 року.